# Johan Fritzner
Johan Fritzner, född den 9 april 1812 på Myren i Askøy vid Bergen, död den 17 december 1893 i Kristiania, var en norsk präst och språkforskare. 
Fritzner blev student 1828 och avlade teologisk examen 1832. Han var kyrkoherde i Vadsø i Finnmarken 1838–1845 och innehade därefter åtskilliga prästerliga ämbeten i sunnanfjällska Norge. År 1877 tog han avsked och bosatte sig i Kristiania. Han blev filosofie hedersdoktor i Köpenhamn 1879. 
Redan vid mycket unga år började Fritzner studera fornnordiska samt de nyare norska dialekterna, och som frukt av dessa studier utgav han Ordbog over det gamle norske sprog (1861–1867; andra upplagan 1883 ff., helt och hållet omarbetad, hade vid Fritzners död framskridit till bokstaven S och avslutades 1896 i tre band av Carl Richard Unger). 
En liten del av de undersökningar Fritzner haft tillfälle att göra angående äldre samhällsförhållanden och dylikt publicerade han i en mindre artikel, Sproglige og kulturhistoriske studier over gamle norske ord og udtryk (i "Kristiania Videnskabsselskabs forhandlinger", 1880). 
Även Lapplands språk, mytologi och kultur behandlade han i flera artiklar (i tidskriften "Nor" och i "Norsk historisk tidsskrift").